# Castell de Biure (Queixàs)
El Castell de Biure de Queixàs o simplement el Castell és un mas a ponent del petit nucli de Queixàs i al sud del municipi de Cabanelles al qual pertany. Forma part de l'Inventari del Patrimoni Arquitectònic de Catalunya.

## Arquitectura
És una masia de grans dimensions formada per diversos cossos adossats que li proporcionen una planta irregular. L'edifici principal és rectangular i consta de dos cossos adossats, a ponent el Castell i a llevant un altre edifici afegit en època moderna i conegut com a ca l'Agustí. La primera construcció presenta la coberta de quatre vessants de teula i està distribuïda en planta baixa i dos pisos. La façana principal, orientada a migdia, presenta un portal d'arc de mig punt adovellat a la planta baixa. La resta d'obertures són rectangulars, amb els emmarcaments arrebossats i moltes han estat reformades. Al pis superior n'hi ha dues de mig punt, actualment mig tapiades.
Unes escales exteriors adossades al parament amb posterioritat donen accés directe al primer pis. La resta de façanes també presenten les obertures reformades, tot i que cal destacar una finestra situada a l'extrem superior de la façana de ponent. És rectangular, amb els brancals bastits amb carreus de pedra ben desbastats, la llinda biforada i una de les impostes decorades amb rosetes. Cal destacar l'angle sud-oest de l'edifici, donat que presenta el parament atalussat. Pel que fa a l'interior, a la planta baixa hi ha sostres coberts amb voltes de pedra i maó. Unes escales de pedra donen accés a la planta noble, on s'observen diverses finestres amb festejadors i una porta rectangular amb els brancals fets de carreus i la llinda plana amb decoració geomètrica. Probablement era la porta d'accés a la sala del Castell. Les finestres amb festejadors també es repeteixen a la planta superior.
L'edifici de llevant també és rectangular, amb la coberta de dues vessants i consta de planta baixa i dos pisos. Presenta un portal d'accés d'arc rebaixat adovellat, cobert per un petit cos adossat a l'extrem de ponent del parament. Consta d'una volta de canó bastida amb pedra i abundant morter de calç a la planta baixa, i una petita terrassa al pis a la que s'hi pot accedir des d'unes escales de recent construcció. La resta d'obertures del parament són rectangulars i també han estat reformades. Destaquen diverses espitlleres a la part superior del parament i també a la part inferior de la façana de llevant. A l'interior de l'edifici destaquen els sostres coberts amb voltes de la planta baixa i la sala coberta amb sostre de petxines del primer pis.
Ambdues construccions estan delimitades per un mur de tanca de pedra on s'obre la porta d'accés al recinte. És una obertura d'arc de mig punt bastida en maons, amb els brancals de carreus de pedra ben desbastats i teuladeta de dues vessants. Per la banda interior de l'obertura hi ha gravada la data 1830. Tota la construcció és bastida amb pedra desbastada de mida mitjana disposada regularment i lligada amb morter. A les cantonades hi ha carreus ben desbastats. Les refeccions són bastides amb pedruscall.

## Història
L'heretat el Castell té els seus orígens en els segles XII-XIII, període en què es va construir la torre, el pati que la voltaria i una estructura en forma de L que els delimita. Tot i les reformes que ha anat patint la construcció al llarg del temps, la planta del Castell encara es pot intuir. Documentalment és citada com una antiga possessió de la família Biure fins que l'any 1480 la va vendre a la família Malla. Posteriorment als segles XVI-XVII es va construir adossat un edifici rectangular amb doble vessant. A finals del segle xviii va passar a ser propietat del monjos del convent del Carme de Girona, fins a la desamortització, quan va passar a mans de diferents particulars. En una de les obertures es troba incisa la data 1830, testimoni d'una de les ampliacions posteriors.